# Garde de cérémonie
 (novembre 2023).
Si vous disposez d'ouvrages ou d'articles de référence ou si vous connaissez des sites web de qualité traitant du thème abordé ici, merci de compléter l'article en donnant les références utiles à sa vérifiabilité et en les liant à la section « Notes et références ».
La Garde de cérémonie (Ceremonial Guard en anglais) est une unité militaire ad hoc des Forces armées canadiennes dont le rôle est d'effectuer la cérémonie de la relève de la garde sur la Colline du Parlement et de remplir des devoirs de sentinelles à Rideau Hall à Ottawa en Ontario. Traditionnellement, la Garde de cérémonie tirait ses membres de deux régiments de gardes de la Première réserve de l'Armée canadienne : les Governor General's Foot Guards d'Ottawa et The Canadian Grenadier Guards de Montréal au Québec. Cependant, depuis 2007, une approche plus globale est empruntée et la garde tire ses membres d'unités de partout au Canada incluant des membres de l'Aviation royale canadienne et de la Marine royale canadienne en plus de l'Armée canadienne. Les uniformes de la Garde de cérémonie reprennent le modèle des uniformes de la Queen's Guard au Royaume-Uni.